# Mihó Nonakaová
Mihó Nonakaová (japonsky 野中 生萌 / のなかみほ, Nonaka Mihó; * 21. května 1997, Tokio) je japonská reprezentantka ve sportovním lezení a stříbrná medailistka prvních letních olympijských her. Vicemistryně světa, vítězka světového poháru a mistryně Asie v boulderingu.

## Výkony a ocenění
- 2014, 2015: mistryně Asie
- 2016: vicemistryně světa
- 2017: stříbro na světových hrách
- 2018: vítězka světového poháru
- 2020: stříbrná medailistka LOH v Tokiu, kombinace
- 2024: 9. místo na LOH v Paříži, kombinace

### Závodní výsledky
| Světové hry | Světové hry |
| Rok         | 2017        |
| ----------- | ----------- |
| Bouldering  | 2           |

| Mistrovství světa | Mistrovství světa | Mistrovství světa | Mistrovství světa |
| Rok               | 2014              | 2016              | 2018              |
| ----------------- | ----------------- | ----------------- | ----------------- |
| Obtížnost         | —                 | —                 | 16                |
| Rychlost          | —                 | —                 | 25                |
| Bouldering        | 15                | 2                 | 5                 |
| Kombinace         | —                 | —                 |                   |

| Světový pohár       | Světový pohár     | Světový pohár    | Světový pohár | Světový pohár | Světový pohár | Světový pohár  |
| Rok                 | 2013              | 2014             | 2015          | 2016          | 2017          | 2018           |
| ------------------- | ----------------- | ---------------- | ------------- | ------------- | ------------- | -------------- |
| Obtížnost           | x                 | x                | —             | —             | 46-47         | 23             |
| jednotlivě*         | ,23,27, 25,34,31, | ,23,             | —             | —             | ,17,          | ,21, 14,6,     |
|                     |                   |                  |               |               |               |                |
| Rychlost            | —                 | —                | —             | —             | —             | 43             |
| jednotlivě*         | —                 | —                | —             | —             | —             | ,26,23, 27,44, |
|                     |                   |                  |               |               |               |                |
| Bouldering          | —                 | x                | 3             | 2             | 4             | 1              |
| jednotlivě* (3/9/7) | —                 | ,,6,11, · 4,6,8, | ,7,4, · ,4,7, | ,,5,, · ,,14, | 10,, · ,,9,   | , · ,          |
|                     |                   |                  |               |               |               |                |
| Kombinace           | —                 | x                | —             | —             | 8-9           |                |

* pozn.: nalevo jsou poslední závody v roce
| Mistrovství Asie | Mistrovství Asie | Mistrovství Asie | Mistrovství Asie |
| Rok              | 2014             | 2015             | 2018             |
| ---------------- | ---------------- | ---------------- | ---------------- |
| Obtížnost        |                  | —                | 8                |
| Rychlost         |                  | 15               | 6                |
| Bouldering       | 1                | 1                | 4                |
| Kombinace        | —                | —                | 2                |